# Дроп
Дроп (англ. to drop — сбрасывать) или дроппер — русское жаргонное название соучастника различного рода мошенничества с использованием банковских счетов — подставного лица, на счёт которого зачисляются похищенные средства. В английском языке такого рода люди называются money mule (денежный мул).
После получения похищенных средств на свой банковский счёт «дроп» снимает их наличными в банкомате и передаёт другому соучастнику мошенничества или переводит их на другой указанный ему счёт. За эти действия он получает вознаграждение. Иногда мошенники просто покупают у «дропа» средства доступа к открытому на его имя банковскому счету (банковскую карту; мобильный телефон, на который приходят одноразовые sms-пароли), после чего используют этот банковский счёт в своих интересах.
«Дропами» обычно становятся люди, находящиеся в затруднительном финансовом положении, часто это иммигранты, студенты и тому подобные. Мошенники находят их часто с помощью объявлений в Интернете (например, «Требуется сотрудник для удалённой работы с денежными переводами. Серьёзный заработок за несколько часов в день. Трудоустройство без проверок и заполнения документов. Опыт работы не требуется.»).
Иногда «дропа» могут использовать «втёмную». Например, на его счёт зачисляются средства, после чего ему сообщают о том, что средства поступили ему по ошибке и их надо вернуть по указанным реквизитам или наличными, за что человек может оставить себе часть суммы как вознаграждение. В таком случае нет оснований для привлечения «дропа» к уголовной ответственности.
«Дропов» привлекают к ответственности по обвинению в соучастии в мошенничестве. В соответствующих случаях в России их также привлекают к ответственности по статье о неправомерном обороте средств платежа. Например, по приговору Йошкар-Олинского городского суда Республики Марий Эл от 14 января 2020 г. по делу №1-29/2020 был осуждён по ст. 187 УК РФ гражданин Р., который «открыл расчётный счёт с предоставлением услуг системы дистанционного банковского обслуживания с использованием в качестве защиты системы и подписания документов электронного средства — одноразовых sms-паролей, направляемых на номер телефона, передал неустановленному лицу телефон с установленной сим-картой, тем самым сбыл электронное средство — одноразовые sms-пароли для неправомерного осуществления приёма, выдачи, перевода денежных средств с расчётного счёта, а также передал документы по открытию счёта и бизнес-карту MasterCardBussines с пин-кодом на бумажном носителе».
Также банки в России вправе при выявлении подозрительных операций заблокировать расходные операции по счёту и могут в последующем ограничить получение гражданами новых банковских карт и иных электронных средств платежа.

## Современные тенденции в России
В 2024 году наблюдается значительный рост финансового мошенничества с использованием «дропов» в России. По данным на первый квартал 2024 года, количество мошеннических операций увеличилось на 17 % по сравнению с аналогичным периодом 2023 года. Объём хищений через Систему быстрых платежей (СБП) вырос в два раза, достигнув 1,13 миллиарда рублей. Согласно информации банка «Сбер», количество россиян, вовлечённых в дропперство, достигло двух миллионов человек к октябрю 2024 года, что почти в два раза больше, чем в предыдущем году. Примечательно, что около 60 % из них — молодые люди до 24 лет. 
Несмотря на усилия банков, общий ущерб от действий мошенников продолжает расти. По данным МВД РФ, за десять месяцев 2024 года у населения было украдено 158 миллиардов рублей, что уже превышает показатель за весь 2023 год (156 миллиардов рублей).  В ответ на растущую угрозу в России разрабатываются новые законодательные меры. МВД представило законопроект о наказании для подставных лиц, занимающихся выводом и обналичиванием похищенных средств через переводы по банковским картам. 